# Lijst van Nederlandse deelnemers aan de Olympische Winterspelen van 2006
Dit is een lijst van Nederlandse deelnemers aan de Olympische Winterspelen van 2006 in Turijn.
| Olympiër             | Sport       | Onderdeel                                       | Ervaring  |
| -------------------- | ----------- | ----------------------------------------------- | --------- |
| Jan Bos              | schaatsen   | 500 meter 1000 meter 1500 meter                 | 4e Spelen |
| Ilse Broeders        | bobsleeën   | tweemansbob                                     | 2e Spelen |
| Paulien van Deutekom | schaatsen   | 1500 meter achtervolging                        | debutant  |
| Annette Gerritsen    | schaatsen   | 500 meter 1000 meter                            | debutant  |
| Arend Glas           | bobsleeën   | tweemansbob viermansbob                         | 2e Spelen |
| Cesar Gonzales       | bobsleeën   | viermansbob                                     | debutant  |
| Renate Groenewold    | schaatsen   | 1500 meter 3000 meter 5000 meter achtervolging  | 2e Spelen |
| Stefan Groothuis     | schaatsen   | 1000 meter                                      | debutant  |
| Kitty van Haperen    | bobsleeën   | tweemansbob                                     | debutant  |
| Sybren Jansma        | bobsleeën   | tweemansbob viermansbob                         | debutant  |
| Bob de Jong          | schaatsen   | 5000 meter 10000 meter                          | 3e Spelen |
| Cees Juffermans      | shorttrack  | 500 meter 1500 meter                            | 2e Spelen |
| Eline Jurg           | bobsleeën   | tweemansbob                                     | 2e Spelen |
| Niels Kerstholt      | shorttrack  | 1000 meter 1500 meter                           | debutant  |
| Arno Klaassen        | bobsleeën   | viermansbob                                     | debutant  |
| Carien Kleibeuker    | schaatsen   | 5000 meter                                      | debutant  |
| Moniek Kleinsman     | schaatsen   | 3000 meter achtervolging                        | debutant  |
| Vincent Kortbeek     | bobsleeën   | viermansbob                                     | debutant  |
| Sven Kramer          | schaatsen   | 1500 meter 5000 meter 10000 meter achtervolging | debutant  |
| Simon Kuipers        | schaatsen   | 500 meter 1500 meter                            | debutant  |
| Barbara de Loor      | schaatsen   | 1000 meter                                      | 2e Spelen |
| Cheryl Maas          | snowboarden | halfpipe                                        | debutant  |
| Liesbeth Mau Asam    | shorttrack  | 500 meter 1000 meter 1500 meter                 | debutant  |
| Beorn Nijenhuis      | schaatsen   | 500 meter 1000 meter                            | debutant  |
| Jeannette Pennings   | bobsleeën   | tweemansbob                                     | 2e Spelen |
| Rintje Ritsma        | schaatsen   | achtervolging                                   | 5e Spelen |
| Urta Rozenstruik     | bobsleeën   | tweemansbob                                     | debutant  |
| Nicolien Sauerbreij  | snowboarden | parallel reuzenslalom                           | 2e Spelen |
| Gretha Smit          | schaatsen   | 5000 meter achtervolging                        | 2e Spelen |
| Sanne van der Star   | schaatsen   | 500 meter                                       | debutant  |
| Marianne Timmer      | schaatsen   | 500 meter 1000 meter 1500 meter                 | 3e Spelen |
| Mark Tuitert         | schaatsen   | achtervolging                                   | debutant  |
| Carl Verheijen       | schaatsen   | 5000 meter 10000 meter achtervolging            | 2e Spelen |
| Erben Wennemars      | schaatsen   | 500 meter 1000 meter 1500 meter achtervolging   | 3e Spelen |
| Ireen Wüst           | schaatsen   | 1000 meter 1500 meter 3000 meter achtervolging  | debutant  |